# Дубровка (Караидельский район)
Дубровка (баш. Дубровка) — деревня в Караидельском районе Республики Башкортостан Российской Федерации. Входит в состав Ургушевского сельсовета. 

## География

### Географическое положение
Расстояние до:
- районного центра (Караидель): 46 км,
- ближайшей ж/д станции (Щучье Озеро): 131 км.

## Население
| 2002 | 2009 | 2010 |
| ---- | ---- | ---- |
| 131  | ↘118 | ↘110 |

Национальный состав
Согласно переписи 2002 года, преобладающая национальность — русские (76 %).